# Kim Jørgensen
Kim Jørgensen (født 15. juni 1981 i Aarhus) er en dansk håndboldspiller, der spillede for Århus Håndbold i Håndboldligaen indtil 2012. Han stoppede for at blive politibetjent. Sidenhen blev han spillende assistenttræner hos Team Sydhavsøerne.
Kim Jørgensen har i håndboldkarrieren spillet for følgende klubber:
- Rækker Mølle Håndbold
- Skjern Håndbold[3]
- Skanderborg Håndbold[3]
- Århus Håndbold
- Team Sydhavsøerne[2]